# Північний захід штату Гояс (мезорегіон)
Північний захід штату Гояс (порт. Mesorregião do Noroeste Goiano) — адміністративно-статистичний мезорегіон у Бразилії. Входить у штат Гояс. Населення становить 222 136 чоловік на 2006 рік. Займає площу 55 641,200 км². Густота населення — 4,0 чол./км².

## Склад мезорегіону
В мезорегіон входять такі мікрорегіони:
1. Арагарсас
2. Сан-Мігел-ду-Арагуая
3. Ріу-Вермелью

| Бразилія | Це незавершена стаття з географії Бразилії. Ви можете допомогти проєкту, виправивши або дописавши її. |